# San Cebrián de Campos
San Cebrián de Campos – gmina w Hiszpanii, w prowincji Palencia, w Kastylii i León, o powierzchni 32,5 km². W 2011 roku gmina liczyła 473 mieszkańców.